# Віфсаїда
Віфсаї́да (Витсаїда від івр. תל בית ציְדה «дім рибалки») — місцевість у Ізраїлі, назва колишніх двох поселень на західному і східному берегах Тиверіадського озера, від яких тепер залишилися тільки залишки руїн. Там народились апостоли Петро, Андрій і Пилип. Віфсаїду відвідував Ісус Христос.
- А коли повернулись апостоли, вони розповіли Йому, що зробили. І Він їх узяв, та й пішов самотою на місце безлюдне, біля міста, що зветься Віфсаїда (Євангеліє від Луки 9:10).

- Горе тобі, Хоразіне, горе тобі, Віфсаїдо! Бо коли б то у Тирі й Сидоні були відбулися ті чуда, що сталися в вас, то давно б вони покаялися в волосяниці та в попелі! (Євангеліє від Луки 10:13).

У 2017 р. на місці Віфсаїди археологи знайшли сліди «загубленого» римського міста Юліада (початок н.е.).